# 海寧州圖書館
海寧州圖書館是晚清時期位於浙江省杭州府海寧州（今浙江省海宁市鹽官鎮一帶，屬嘉興地方）的圖書館，是全中國最早的縣級公共图书馆，也與嘉郡圖書館並為嘉興近代公共圖書館事業的開端。圖書館館址初在海寧州州城鹽官海神廟西偏屋水仙閣，後遷至州内大東門馬公祠門口一樓屋中。1915年（民國四年），海寧州圖書館改稱「海寧縣公立圖書館」，並結束其11年的歷史。圖書館亦是海宁市图书馆的前身之一。

## 歷史
海寧一帶自古以來即盛行藏書，而清初康雍時期開始，藏書閣在海寧更是越建越多，開啓了海寧藏書鼎盛之先河，而此風氣在以後的乾嘉道咸時期也不減。到了清末民初時期，由于封建社会解体，以及近代图书馆的产生，全中國的私家藏书逐渐趋于衰落。然而，这一时期的海宁藏书家在“西学东渐”文化思潮的影响下，卻筹建起海宁州图书馆，並完成了从藏书楼到近代图书馆的过渡。
光緒三十年（1904年），海寧士紳祝鼎、周承德等八人聯名呈請設立圖書館，而該呈請在當年陰曆四月（陽曆5月）獲批准，並名為“海寧州圖書館”；海寧州圖書館也因此成為全中國最早的縣級公共圖書館。圖書館在州城鹽官海神廟西偏屋水仙閣建設，由衆人捐款修築。海宁留日学生朱宗莱等人以接收得來的安澜书院舊藏經史時務各書为基础，购进一批新书，而圖書館的发起人亦捐书捐款以充实馆藏；圖書館就這樣由民间个人或多人集资创办了。圖書館制訂了44條章程，規定了宗旨、經費及借閱規則等。圖書館的經費部分由米捐廟疏提成撥充，部分則來自於私人捐助。祝鼎、居世昌、朱宗莱先后被推舉為幹事，主持馆务。圖書館也有聘請一名“主藏”，专責收发、整理、检点书籍。其後，各發起人因求學或工作等原因相繼離開海寧，無人過問館務，一位海寧人朱寶瑨便將圖書館的書籍移置到大東門馬公祠門口一樓屋中。
1915年（民國四年），海寧州圖書館改稱“海宁县公立图书馆”，並把舊學宮（孔庙及儒學署）的書籍併入，每年獲得200元公款為經費；海寧縣公署其時委任朱宗莱為县公立图书馆館長。海寧州圖書館自此不復存在。

## 意義
海寧州圖書館作為全中國最早的縣級公共圖書館，在中国县级图书馆史上具有重要意义，也由此揭开了海宁藏书文化的历史新篇章。海寧州圖書館也與嘉郡圖書館並為嘉興近代公共圖書館事業的開端。海寧州圖書館亦是海寧市圖書館的前身之一，而海宁市图书馆在2004年舉行其百周年慶典，即以海寧州圖書館的建館年份（1904年）為其建館年份。